# Edmílson Matias
Pour les articles homonymes, voir Edmilson (homonymie).
Edmílson Matias est un footballeur brésilien né le 26 mars 1974. Il est attaquant.

## Palmarès
- Champion du Brésil de Serie B en 2007
- Vainqueur de la Coupe du Brésil en 2004